# Куркина, Лариса Николаевна
Лари́са Никола́евна Ку́ркина (18 декабря 1973) — российская спортсменка, заслуженный мастер спорта, член олимпийской сборной команды России по лыжным гонкам на Олимпиаде в Турине. Олимпийская чемпионка 2006 года в эстафетной гонке 4х5 км среди женщин. После чемпионата России 2011 года в Тюмени, объявила о завершении карьеры.

## Краткая биография
Лариса Николаевна родилась и живёт в городе Брянск. Училась в комплексной детско-юношеской спортивной школе «Десна».